# Karl Allgaier
Karl Allgaier (* 13. März 1953 in Aachen; † 14. November 2022 in Simmerath) war ein deutscher Germanist, Sprachwissenschaftler und Dialektologe.

## Leben und Wirken
Nach seinem Abitur im Jahr 1971 am Kaiser-Karls-Gymnasium in Aachen absolvierte Allgaier ein Studium der Philosophie und Germanistik an der RWTH Aachen und promovierte 1983 mit seiner Dissertation: „Der Einfluss Bernhards von Clairvaux auf Gottfried von Strassburg“.
Nach einigen Zwischenstationen übernahm Allgaier von 1987 bis 2005 die Leitung der Fachstelle für Medieneinsatz und Büchereiwesen im Bistum Aachen und wurde Bischöflicher Beauftragter für die Erwachsenenbildung. Schließlich leitete er von 2006 bis zu seiner Pensionierung im Jahr 2018 als Direktor die Bischöfliche Akademie des Bistums Aachen.
In seiner beruflichen Stellung beschäftigte sich Allgaier vor allem mit dem Theologen und Philosophen Thomas von Aquin und war an der Übersetzung und Herausgabe mehrerer Kapitel dessen Hauptwerks Summa contra gentiles maßgeblich beteiligt. 
In seiner Freizeit pflegte Allgaier jedoch das Öcher Platt als seine große Leidenschaft. Er wurde Mitglied in mehreren Aachener Mundartvereinen, darunter dem Öcher Platt e. V. und dem Öcher Schängche e. V., in denen er auch verschiedene Vorstandsaufgaben übernahm. Zusammen mit Richard Wollgarten und Meinolf Bauschulte entstand schließlich im Jahr 2010 nach zehnjähriger Recherche Allgaiers Mundart-Hauptwerk „Neuer Aachener Sprachschatz“, der auf dem Standardwerk „Aachener Sprachschatz“ von Will Hermanns aus dem Jahr 1954 basiert. Dabei wurden circa 20.000 Worte im so genannten „Öcher Duden“ aufgelistet, übersetzt und deren Anwendung in Beispielsätzen vorgestellt.
Für seine Verdienste um das Aachener Mundwerk wurde Allgaier im Jahr 2005 mit dem THOUET Mundartpreis der Stadt Aachen, 2010 mit dem Krüzzbrür-Orden und 2014 mit dem Rheinlandtaler ausgezeichnet.
Allgaier lebte in Monschau und war dort unter anderem langjähriger Vorsitzender des Pfarreirates, Mitglied des GdG-Rates sowie Autor zahlreicher Schriften rund um das Gemeindeleben. Er verstarb im November 2022 im Simmerather Krankenhaus nach kurzer schwerer Krankheit an einer Sepsis und fand seine letzte Ruhestätte auf dem Aachener Waldfriedhof.

## Schriften (Auswahl)
- Der Einfluss Bernhards von Clairvaux auf Gottfried von Strassburg, Dissertation, Lang-Verlag, Frankfurt am Main 1983
- Aachener Dialekt-Wortschatz, Verlag Öcher Platt e. V., Aachen 2000
- Neuer Aachener Sprachschatz, zusammen mit Meinolf Bauschulte und Richard Wollgarten, Verlag Öcher Platt e. V., Aachen 2010, ISBN 978-3-9813844-0-6
- Die Grammatik der Aachener Mundart, Verlag Öcher Platt e. V., Aachen 2014, ISBN 978-3-9813844-1-3

### Als Herausgeber
- Thomas, von Aquin, Heiliger: Summa contra gentiles, Band 3 / Teil 1, Buch III, Kapitel 1–83, Herausgabe und Übersetzung, Wissenschaftliche Buchgesellschaft, Darmstadt 2001.
- Thomas, von Aquin, Heiliger: Summa contra gentiles, Band 3 / Teil 2, Buch III, Kapitel 84–163, Herausgabe und Übersetzung, Wissenschaftliche Buchgesellschaft, Darmstadt 2001.
- Fünfzig Jahre im Weinberg Gottes – vierzig Jahre Weggemeinschaft mit Monschau; Festgabe zum goldenen Priesterjubiläum von Caspar Seeger am 5. März 2005, Pfarrgemeinderat St. Mariä Geburt, Monschau 2005.
- Begegnungen mit Adalbert Stifter – Aachener Akademietagung zum 200. Geburtstag, zusammen mit Josef Schreier in Verbindung mit der Rheinischen Adalbert-Stifter-Gemeinschaft, Einhard Verlag, Aachen 2006, ISBN 978-3-936342-49-9.